# Torneo de Róterdam 2020
El ABN AMRO World Tennis Tournament 2020 fue un evento de tenis profesional de la categoría ATP 500 que se jugó en pistas duras. Se trató de la 47.a edición del torneo que forma parte del ATP Tour 2020. Se disputó en Róterdam, Países Bajos del 10 al 16 de febrero de 2020 en el Ahoy Rotterdam.

## Distribución de puntos
| Modalidad            | Campeón | Finalista | Semifinales | Cuartos de final | 2.ª ronda | 1.ª ronda | Clasificados | 2.ª ronda de clasificación | 1.ª ronda de clasificación |
| Individual masculino | 500     | 330       | 200         | 100              | 50        | 0         | 25           | 13                         | 0                          |
| Dobles masculino     | 500     | 300       | 180         | 90               | –         | –         | 45           | 25                         | 0                          |

## Cabezas de serie

### Individuales masculino
| Tenista            | Ranking | Preclasificado |
| Daniil Medvédev    | 5       | 1              |
| Stefanos Tsitsipas | 6       | 2              |
| Gaël Monfils       | 9       | 3              |
| David Goffin       | 10      | 4              |
| Fabio Fognini      | 11      | 5              |
| Roberto Bautista   | 12      | 6              |
| Andréi Rubliov     | 15      | 7              |
| Denis Shapovalov   | 16      | 8              |

- Ranking del 3 de febrero de 2020.[2]

### Dobles masculino
| Tenistas                            | Ranking | Preclasificado |
| Kevin Krawietz Andreas Mies         | 23      | 1              |
| Pierre-Hugues Herbert Nicolas Mahut | 36      | 2              |
| Wesley Koolhof Nikola Mektić        | 36      | 3              |
| Jean-Julien Rojer Horia Tecău       | 37      | 4              |

## Campeones

### Individual masculino
Gaël Monfils venció a  Félix Auger-Aliassime por 6-2, 6-4

### Dobles masculino
Pierre-Hugues Herbert /  Nicolas Mahut vencieron a  Henri Kontinen /  Jan-Lennard Struff por 7-6(7-5), 4-6, [10-7]